# 行星質量體
行星質量體（Planetary-mass objects），是一個質量落入行星定義範圍的天體：有足夠的質量，能以自身的重力克服剛體力，因此能呈現流體靜力平衡的形狀(接近圓球體)，但不足以像恆星一樣維持核心的氘的融合。

## 星際行星
粗略地說是不繞任何恆星公轉的行星。雖然其不圍繞任何星體公轉，卻只具有行星質量。它們或是受到其他行星等天體的引力影響而被拋出原本繞著公轉的行星系統，或是在行星系統形成期間被彈射出來原行星，以致流浪於星系或宇宙之中。2011年科學家利用重力微透鏡法首度證實星際行星的存在，並推測銀河系內木星大小的星際行星數量有恆星的兩倍之多。雖然它們在星際中流浪，但不代表它們沒有生命，可是其上存在的生命可能也只是如細菌般的微生物。

## 原本的恆星
在密近雙星系統（靠得很近的雙星）中，較輕的恆星會轉移質量至另一顆伴星。（參見聯星#質量傳輸和吸積/X射线脉冲星）The shrinking star can then become a planetary-mass object. An example is a Jupiter-mass object orbiting the pulsar PSR J1719-1438.

## 衛星型行星和星盤行星
有些較大型的衛星，例如木星的伽利略衛星或者土星的土衛六，他們的大小接近甚至超越水星。阿兰·斯特恩認為星體應否被定義成行星只應視乎其物理特性而無關其位置，並提出了衛星型行星這個字來稱呼她們。以這個概念，斯特恩認為小行星帶和凱伯帶的矮行星也應被算作行星。